# Баранцево (Псковская область)
Баранцево — деревня на юго-востоке Бежаницкого района Псковской области. Входит в состав сельского поселения Бежаницкая волость.
Расположена в 15 км к югу от райцентра Бежаницы, юго-восточнее деревни Аполье.
Численность населения деревни составляет 15 жителей (2000 год).
До 2005 года входила в состав ныне упразднённой Аполинской волости.